# Hans Seidl (Eishockeyspieler)
Hans Seidl (* vor 1945) ist ein ehemaliger deutscher Eishockeyspieler, der unter anderem für den TuS Eintracht Dortmund in der Bundesliga aktiv war.

## Karriere
Hans Seidl gehörte ab 1959 zur Mannschaft des TuS Eintracht Dortmund, mit der er in der Spielzeit 1959/60 als Oberliga-Meister in die Bundesliga aufstieg. Nach dem Abstieg im Jahr 1963 gelang dem Team im Folgejahr der direkte Wiederaufstieg. Insgesamt spielte der Stürmer bis 1965 in Dortmund. Dann wechselte er – ebenso wie seine Teamkollegen Karl-Heinz Böhmer, Ewald Gutberlet, Wolfgang Peske und Knut Stürs – zum Oberliga-Aufsteiger EC Deilinghofen (ECD). Nach einem Jahr beim ECD beendete er seine Karriere.

## Erfolge und Auszeichnungen
- 1960 Meister der Oberliga und Aufstieg in die Bundesliga mit dem TuS Eintracht Dortmund
- 1964 Meister der Oberliga und Aufstieg in die Bundesliga mit dem TuS Eintracht Dortmund

## Karrierestatistik
(Legende zur Spielerstatistik: Sp oder GP = absolvierte Spiele; T oder G = erzielte Tore; V oder A = erzielte Assists; Pkt oder Pts = erzielte Scorerpunkte; SM oder PIM = erhaltene Strafminuten; +/− = Plus/Minus-Bilanz; PP = erzielte Überzahltore; SH = erzielte Unterzahltore; GW = erzielte Siegtore; 1 Play-downs/Relegation; Kursiv: Statistik nicht vollständig)